# Eragrostis montana
Eragrostis montana är en gräsart som beskrevs av Benedict Balansa. Eragrostis montana ingår i släktet kärleksgrässläktet, och familjen gräs. Inga underarter finns listade i Catalogue of Life.